# 保羅·麥臣
保羅·查尔斯·麥臣（英語：Paul Charles Merson；1968年3月20日—），是前英國足球運動員、足球經理和電視足球評論員。球員時代，他主要擔任前鋒，1985年至2006年成為了組織進攻的中場球員。
他的球員生涯主要效力於英格兰足球超级联赛的阿仙奴，米杜士堡和阿士東維拉，與及英格蘭足球聯賽的賓福特和朴茨茅斯。他還效力於沃爾索爾，並在那裡度過了兩年的球員兼領隊，其後於譚禾夫結束職業生涯。2012年在威爾士浦鎮作一次性的復出。保羅·麥臣代表英格蘭出場21次打進3球。

## 球會生涯

### 阿仙奴
保羅·麥臣1984年加盟阿仙奴成為學徒。1986年11月22日他首次為阿仙奴出場，對陣曼城，並逐步確立了自己在80年代末的成功。到了1988-89賽季，他司職右翼，該季打進10球，協助球隊擊敗利物浦得到英格蘭足球甲級聯賽冠軍。該年，保羅·麥臣首次被徵召進入英格蘭U21足球代表隊，被評為PFA年度最佳青年球員。
1991年協助阿仙奴得到足總杯和聯賽杯，1993年聯賽杯和1994年優勝者杯冠軍，1991年9月11日首次為全英格蘭隊上陣友誼賽對戰德國。
1994年11月時，他承認自己是酗酒、吸食可卡因和賭博成癮。英格蘭足協安排他接受了為期三個月的康復計劃，1995年二月回到球場，並幫助阿仙奴連續第二個賽季進入優勝者杯決賽中。
在1995-96球季，保羅·麥臣一直是阿仙奴一線隊的球員，在1996-97英超戰役，阿仙奴得到第三名結束，梅森被450萬英鎊賣給了降級的米杜士堡 - 使他成為有史以來非英超俱樂部簽署最昂貴的球員。溫格曾提出保羅·麥臣一個新的為期兩年合同，但保羅·麥臣選擇更長的合同加盟米杜士堡。保羅·麥臣在阿仙奴出場423次，各項賽事打進99球。

### 米杜士堡
保羅·麥臣處子秀在聯賽開幕戰當天客場2-1擊敗了查爾頓，幫助米杜士堡重返英超發揮了關鍵作用，被球迷稱為“魔人”。保羅·麥臣良好的表現為他贏得了一個1998年法國世界杯決賽週英格蘭隊的徵召。在1998/99賽季，他被675萬英鎊賣給了阿士東維拉。

### 阿士東維拉
保羅·麥臣協助球隊進入2000年足總杯決賽，他們0比1負于切爾西。

### 朴茨茅斯
保羅·麥臣簽約朴茨茅斯一份為期兩年的合同，協助球隊進入2002-03英超。但年紀太老未能商應，2003年夏天加盟沃爾索爾。

### 沃爾索爾
2004年2月，沃爾索爾一直由中游位置至護級區，沃爾索爾解僱了當時的領隊，保羅·麥臣填補了空檔，並成功協助球隊在最後一週護級。
2004-05賽季對保羅·麥臣被是一個艱難的賽季，沃爾索爾所有對低級別聯賽球隊的杯賽堩會出場，並據報導，保羅·麥臣曾與他的妻子產生了裂痕，又開始了酗酒和賭博。沃爾索爾下滑接近連續第二年護級。保羅·麥臣在冬季轉會截止日做了幾個關鍵引援，並在2005年5月期間保持不失，確保英甲地位一年。
管理一個艱難的賽季後，球隊進入2005-06賽季;然而，保羅·麥臣無法解除沃爾索爾脫離降級區，球隊一直在第19位，2006年2月6日賓福特5-0沃爾索爾的比賽後，保羅·麥臣被解僱。

### 譚禾夫足球會
保羅·麥臣選擇了繼續他的球員兼職領隊在譚禾夫，但這樣的安排只持續了兩場比賽，在他的唯一的為譚禾夫出場的比賽俱，他沒有發揮好，2006年3月9日他宣布決定退役。

### 威爾士浦鎮足球俱樂部
2012年，3月保羅·麥臣決定加盟威爾士中部足球聯賽的威爾士浦鎮足球俱樂部。

## 國家隊生涯

### 1992年歐洲國家盃
保羅·麥臣參加了在瑞典的1992年歐洲國家盃。他在揭幕戰0-0平丹麥，0-0戰平法國和2-1不敵瑞典。

### 1994年世界杯預選賽
英格蘭未能晉級世界杯。當時英格蘭領隊維納布爾斯，告訴保羅·麥臣，由於酗酒他不會進入由於維納布爾斯執教的英格蘭足球代表隊。

### 1998年世界杯
保羅·麥臣是在1998年英格蘭的世界杯陣容中，唯一一個不是頂級聯賽球會的球員。
1998年標誌著保羅·麥臣的國家隊生涯結束。

## 榮譽
阿仙奴
- 英格蘭甲級聯賽：1988-89、1990-91（冠軍）
- 英格蘭足總杯：1990-91（冠軍）
- 英格蘭聯賽杯：1990-91（冠軍）
- 英格蘭社區盾：1991（冠軍）
- 歐洲盃賽優勝者盃：1994（冠軍）

阿士東維拉
- 歐洲足聯國際托托杯：2001（冠軍）

朴茨茅斯
- 英格蘭甲級聯賽：2002-03（冠軍）

個人
- PFA年度最佳青年球員：1989
- PFA英格蘭甲級聯賽佳陣容：1997-98、2002-03
- 英超本月球員賽佳：2000年2月

## 外部連結
- （英文） 足球数据库：保羅·麥臣的球员统计数据
- （英文） 足球資料庫：保羅·麥臣的領隊統計數據
- （英文） 保羅·麥臣在互联网电影资料库（IMDb）上的資料（英文）
- （英文） 保羅·麥臣在 National-Football-Teams.com 上的出场纪录
- （英文） Profile （页面存档备份，存于） at sporting-heroes.net